# آدام باکستون (بازیکن فوتبال)
آدام باکستون (انگلیسی: Adam Buxton؛ زادهٔ ۱۲ مهٔ ۱۹۹۲) بازیکن فوتبال اهل بریتانیا است.
از باشگاه‌هایی که در آن بازی کرده‌است می‌توان به باشگاه فوتبال برتون آلبیون، باشگاه فوتبال ویگان اتلتیک، و باشگاه فوتبال آکرینگتون استنلی اشاره کرد.